# Мгла
Мгла — атмосферное оптическое явление, помутнение воздуха в виде сероватой, белёсой или желтоватой пелены вследствие скопления в воздухе большого количества мелких или твёрдых частиц пыли или дыма. Дальность видимости при мгле колеблется от 1 до 9 км, а иногда может снижаться до нескольких сотен и даже десятков метров (в результате лесных и степных пожаров, а в пустынях — в результате сильной пыльной бури).
Мгла часто возникает вследствие интенсивной эрозии почвы, при пыльных бурях в пустынных и степных районах, а также в результате задымления воздуха при лесных пожарах, над промышленными предприятиями и населёнными пунктами. При образовании мглы относительная влажность воздуха обычно менее 85 %, в отличие от тумана и дымки.
Помимо мглы в общем смысле, выделяют также её специфические разновидности: снежная мгла и пыльная мгла.
Сходное помутнение воздуха (чаще всего в городах) может быть вызвано наличием частиц пыли или дыма от выбросов промышленных предприятий, тогда оно называется смог.